# Aeroportul Lahad Datu
Aeroportul Lahad Datu (IATA: LDU, ICAO: WBKD) este un aeroport din Lahad Datu⁠(d), Tawau Division⁠(d), Sabah, Malaysia ce deservește zona Q20451950⁠(d). Aeroportul a fost tranzitat în 2021 de 49.425 de pasageri. A fost deschis în 1940.
Situat la o altitudine de 14 m, aeroportul dispune de o singură pistă. Este operat de Malaysia Airports⁠(d).